# مصرف الإمارات للتنمية
مصرف الإمارات للتنمية، هو مؤسسة مالية مملوكة للدولة تأسست عام 2015 في دولة الإمارات العربية المتحدة تحت رعاية الشيخ منصور بن زايد آل نهيان، نائب رئيس الوزراء ووزير شؤون الرئاسة في دولة الإمارات العربية المتحدة. وهي واحدة من أكبر المجموعات المصرفية في الشرق الأوسط من حيث الأصول.
يدعم البنك التنمية الاقتصادية والتنمية الصناعية في البلاد من خلال تقديم المساعدة المالية والموارد للشركات الكبيرة والشركات الصغيرة والمتوسطة (المؤسسات الصغيرة والمتوسطة الحجم) والشركات الناشئة في دولة الإمارات العربية المتحدة.

## تاريخ
أسّست الحكومة الاتحادية في دولة الإمارات العربية المتحدة مصرف الإمارات للتنمية عام 2015. ويقع مقره الرئيسي في أبو ظبي، وله فروع في دبي.
وفي أبريل 2021، أطلقت الحكومة الإماراتية استراتيجية جديدة للمصرف كجزء من مبادراتها نحو دعم التنافسية والتنوع في مصادر اقتصاد الدولة.

## الخدمات
تتمثل الخدمة الأساسية التي يوفرها مصرف الإمارات للتنمية في تقديم حلول تمويل للشركات الكبيرة والمتوسطة والصغيرة والناشئة داخل الإمارات العربية المتحدة والتي تعمل في قطاعات الصناعة والرعاية الصحية والأمن الغذائي والتكنولوجيا المتقدمة والطاقة المتجددة.
يوفر المصرف حلولًا تمويلية للشركات والمشاريع الصناعية التي تؤثر بشكل كبير على مصادر تنمية اقتصاد البلاد. تتضمن خيارات التمويل حلول عديدة من بينها تمويل رأس المال العامل وتمويل الشركات التي تتجه نحو استخدام التكنولوجيا المتقدمة، وكذلك التمويل المرتبط بتعزيز استخدام مصادر الطاقة المتجددة ورفع كفاءة استهلاك الطاقة، وتمويل التحول الرقمي وتمويل المشاريع. تتوفر القروض والضمانات والتسهيلات الائتمانية من بين الخدمات والمنتجات التي يوفرها المصرف أيضًا. كما تربط المصرف علاقات تعاونية وثيقة مع العديد من الهيئات الحكومية كالمناطق الحرة ودوائر التنمية الاقتصادية والمصارف التجارية وشركات التكنولوجيا المالية.

## الجوائز
- عام 2024 فاز مصرف الإمارات للتنمية بجائزة "أفضل مصرف تنموي في المنطقة" تقديراً لحلوله التمويلية المرنة والمبتكرة الرامية لدعم الشركات وحفز الأثر الاقتصادي .[26]
- عام 2024  فاز مصرف الإمارات للتنمية، بجائزة "مصرف العام الأكثر ابتكارا في الخدمات الرقمية"، ضمن حفل توزيع جوائز التميز المصرفي لمنطقة الشرق الأوسط وشمال أفريقيا لعام 2024 من مجلة "ميدل إيست إيكونوميك دايجست" (MEED)[27]
- عام 2024  فاز مصرف الإمارات للتنمية بجائزة "أفضل بنك للتمويل التجاري في دولة الإمارات" ضمن حفل توزيع جوائز الابتكار لمنطقة الشرق الأوسط وأفريقيا لعام 2024 من مجلة "ذا ديجيتال بانكر".[27]

## وصلات خارجية
- الموقع الرسمي